# لئو نیلسن
لئو نیلسن (دانمارکی: Leo Nielsen; ۵ مارس ۱۹۰۹ – ۱۵ ژوئن ۱۹۶۸) دوچرخه‌سوار اهل دانمارک بود.
وی در مسابقات کشوری و بین‌المللی در مجموع برندهٔ ۱ مدال طلا، ۱ مدال نقره، ۱ مدال برنز شده‌است.